# 乙酸酐
乙酸酐是由乙酸衍生出来的酸酐，分子式为(CH3CO)2O，常缩写为Ac2O。在有机合成中常用它作乙酰化试剂或失水剂。在室温下乙酸酐为无色液体，与空气中的水分反应，从而散发出乙酸的强烈味道。

## 生产
乙酸酐可由乙酸甲酯的孟山都法羰基化制得，常以铑和锂的碘化物作催化剂：
{\displaystyle \mathrm {CH} _{3}\mathrm {CO} _{2}\mathrm {CH} _{3}+\mathrm {CO} \rightarrow \left(\mathrm {CH} _{3}\mathrm {CO} \right)_{2}\mathrm {O} }
该反应中，乙酸甲酯先被转化为碘甲烷和一个乙酸盐。然后碘甲烷的羰基化得到乙酰碘，和乙酸盐或乙酸反应生成产物。由于乙酸酐在水中不稳定，该反应需在无水环境中进行。相比之下，孟山都乙酸合成法虽然也涉及含铑催化剂催化羰基化碘甲烷，但起码有部分反应是在水溶液中的。
1922年，随着由乙酸酐合成的醋酸纤维需求量大大增加，瓦克（Wacker Chemie）发明了一种新的制取乙酸酐的方法，即以乙烯酮和乙酸反应来制取。该反应中的乙烯酮可由乙酸高温失水获得。
乙酸酐价格很便宜，在实验室中通常不需制取，直接购买使用。

## 用途
Ac2O主要用来乙酰化纤维素制取醋酸纤维，应用在胶片和其他领域中。
一般醇类和胺类可被乙酰化。
例如乙酸酐与乙醇的反应为：
(CH3CO)2O  +  CH3CH2OH → CH3CO2CH2CH3  +  CH3CO2H
通常以碱，如吡啶作为催化剂。具有路易斯酸性的钪盐也可作为催化剂。
阿司匹林（乙酰水杨酸），是用乙酸酐对水杨酸乙酰化来制取的。乙酸酐与吗啡反应可用于合成海洛因，因此它被美国缉毒局列为第二类易制毒化学品，《中华人民共和国刑法》第350条也将其列为违禁。
{\displaystyle {\rm {(CH_{3}CO)_{2}O+C_{17}H_{19}NO_{3}{=\!=\!=\!=}C_{21}H_{23}NO_{5}+H_{2}O}}}

## 水解
乙酸酐在水中的溶解度大约是2.6%（以质量）。但是和其他酸酐一样，其水溶液不稳定，容易发生水解反应生成乙酸：
{\displaystyle \left(\mathrm {CH} _{3}\mathrm {CO} \right)_{2}\mathrm {O} +\mathrm {H} _{2}\mathrm {O} \rightarrow 2\mathrm {CH} _{3}\mathrm {COOH} }

## 安全
乙酸酐具有刺激性而且可燃。由于它可与水反应，灭火时常选用二氧化碳或醇泡沫。乙酸酐蒸汽对人有害。